# Adawija Efiendijewa
Adawija Efiendijewa (krymskotat. Adaviye Efendiyeva, Адавие Эфендиева, ros. Адавие Эфендиева, ukr. Адавіє Ефендієва; ur. 1879 w Eupatorii, zm. 1944 w Samarkandzie) – krymskotatarska mistrzyni tkactwa i haftu, ofiara deportacji Tatarów krymskich w 1944.

## Życiorys
Adawija Efiendijewa urodziła się w krymskim mieście Eupatoria w 1879, kiedy miasto było częścią Imperium Rosyjskiego. Od najmłodszych lat jej babcia uczyła ją haftu i tkactwa. Po raz pierwszy użyła hafciarki w wieku dwunastu lat, a obsługi krosna elektrycznego nauczyła się w wieku szesnastu lat. W 1928 została kierowniczką koła hafciarskiego w Muzeum Wiedzy Lokalnej w Eupatorii, gdzie uczyła haftu. Później pracowała jako instruktorka haftu w muzeum sztuki. Od dzieciństwa do 1937 stworzyła ponad 500 haftów, które po raz pierwszy znalazły się na moskiewskich wystawach sztuki w 1935. Później jej sztuki trafiły do muzeów w Europie Zachodniej i Stanach Zjednoczonych. Wkrótce po odzyskaniu przez Armię Czerwoną kontroli nad Krymem w 1944 większość Tatarów, w tym Efiendijewa, została deportowana do uzbeckiej SRR; w trudnych warunkach wygnania zmarła wkrótce po przybyciu do Samarkandy. Wiele jej prac, w tym obrusy, ręczniki i haftowane paski, pozostają eksponowane w Centralnym Muzeum Tawrydy (ros. Центральный музей Тавриды, ukr. Кримський республіканський краєзнавчий музей) w Symferopolu.